# Madison (Indiana)
Madison és una població dels Estats Units a l'estat d'Indiana. Segons el cens del 2000 tenia 12.004 habitants.

## Demografia
Segons el cens del 2000, Madison tenia 12.004 habitants, 5.092 habitatges, i 3.085 famílies. La densitat de població era de 541,4 habitants/km².
Dels 5.092 habitatges en un 26,3% hi vivien nens de menys de 18 anys, en un 45,7% hi vivien parelles casades, en un 11,6% dones solteres, i en un 39,4% no eren unitats familiars. En el 33,8% dels habitatges hi vivien persones soles el 13,5% de les quals corresponia a persones de 65 anys o més que vivien soles. El nombre mitjà de persones vivint en cada habitatge era de 2,21 i el nombre mitjà de persones que vivien en cada família era de 2,83.
Per edats la població es repartia de la següent manera: un 21,5% tenia menys de 18 anys, un 8,6% entre 18 i 24, un 28,4% entre 25 i 44, un 24,3% de 45 a 60 i un 17,1% 65 anys o més.
L'edat mediana era de 40 anys. Per cada 100 dones de 18 o més anys hi havia 92,7 homes.
La renda mediana per habitatge era de 35.092$ i la renda mediana per família de 46.241$. Els homes tenien una renda mediana de 32.800$ mentre que les dones 22.039$. La renda per capita de la població era de 18.923$. Entorn del 10,2% de les famílies i el 12,3% de la població estaven per davall del llindar de pobresa.

## Poblacions més properes
El següent diagrama mostra les poblacions més properes.